# San Nazario (Valbrenta)
San Nazario (San Naxaro in veneto) è un municipio del comune italiano di Valbrenta, in provincia di Vicenza.
Già comune autonomo (con frazioni Carpanè, Merlo, Rivalta e San Marino), il 30 gennaio 2019 si è fuso con Campolongo sul Brenta, Cismon del Grappa e Valstagna per costituire l'ente attuale.

## Storia
In epoca romana la zona del canale di Brenta fu strategicamente importante per bloccare eventuali invasioni provenienti da nord e per controllare il transito di soldati e merci. A questo periodo viene fatto risalire un fortilizio realizzato presso Pian Castello, località che sovrasta l'attuale capoluogo a nordest.
Il paese prende il nome dalla sua chiesa, intitolata a san Nazario martire. La dedicazione a un santo milanese non è unica nella zona (si citano san Giorgio a Solagna, sant'Eusebio ad Angarano, sant'Ambrogio a Valrovina) e fa pensare che qui il Cristianesimo sia giunto grazie all'opera di evangelizzatori milanesi tra il V e il VI secolo.
Nel 915 Berengario I donava al vescovo di Padova il canale di Brenta, emettendo al contempo un editto in cui ordinava l'incastellamento delle chiese e dei siti strategici in risposta alle invasioni degli Ungari. In questa occasione, probabilmente, fu recuperato anche l'antico fortilizio di Pian Castello.
Il toponimo è attestato per la prima volta nel 1177: durante una lite fra il monastero di Campese e il pievano di Solagna compare come testimone anche un Alberto da San Nazario.
Il paese dipese a lungo da Solagna, sia ecclesiasticamente, sia civilmente. Solo nel Seicento raggiunse una propria autonomia: nel 1612 venne istituita la parrocchia e nel 1684, al termine di lunghe contese, il comune.
Durante l'epoca veneziana, San Nazario è una villa della podesteria autonoma di Bassano, una «terra exempta et separata» da tutte le altre città e che controllava ambedue le rive del Brenta.
Durante la seconda guerra mondiale cinque famiglie di profughi ebrei (quattordici adulti e quattro minori) furono internate a San Nazario. Con l'occupazione tedesca tutti gli internati lasciarono il paese, già il 10 settembre 1943, dirigendosi verso sud nel tentativo di raggiungere le zone liberate. Riusciranno tutti a sopravvivere.

### Simboli
Lo stemma di San Nazario era d'argento, al monte di tre cime, di verde, fondato in punta, la prima e la terza discendenti dai fianchi, la mediana sostenente una bandiera, ondeggiante in fascia, di rosso, al palo d'argento, caricato di una croce scorciata, di rosso. Il gonfalone era in drappo di azzurro.

## Monumenti e luoghi d'interesse

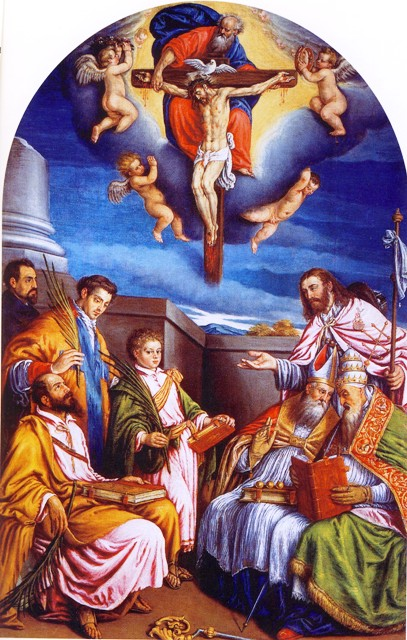
Chiesa di San Nazario - Pala d'altare, attribuita a Jacopo Apollonio.

### Parrocchiale di San Nazario
Anticamente cappella della pieve di Solagna, è divenuta parrocchiale nel 1612.
La chiesa custodisce alcune pregevoli opere: si citano la pala dell'altare maggiore, dipinto secentesco di scuola dapontiana (forse di Jacopo Apollonio), l'affresco del soffitto di Giovanni De Min (Martirio dei santi Nazario e Celso, 1848), l'altare ligneo della Madonna della Cintura (primi del Settecento), la pala dell'altare delle Anime di Francesco Trivellini.

### Santuario della Madonna dell'Onda
Luogo di devozione popolare per tutti gli abitanti del canale di Brenta, conserva un affresco del 1547 con la Madonna della Salute tra i santi Rocco e Sebastiano.

## Società

### Evoluzione demografica
Abitanti censiti

## Cultura
A San Nazario esiste una scuola primaria.